# Завод точной механики
Научно-технический комплекс «Завод точной механики» (укр. Науково-технічний комплекс «Завод точної механіки») — научно-производственное объединение военно-промышленного комплекса Украины, которое специализируется на производстве и ремонте артиллерийского и стрелкового оружия советского производства и его аналогов.
Входит в перечень предприятий, имеющих стратегическое значение для экономики и безопасности Украины.

## История
НТК «ЗТМ» было создано в 1996 году в соответствии с приказом министерства промышленной политики Украины.
В сентябре 1996 года была создана российско-украинско-белорусская транснациональная промышленно-финансовая группа «Точность», объединившая предприятия — производители стрелкового и ракетно-артиллерийского вооружения. В состав группы вошли два украинских предприятия (НТК «ЗТМ» и НПК «Прогресс»).
В 1999 году завод был внесён в перечень предприятий военно-промышленного комплекса Украины, освобождённых от уплаты земельного налога (размер заводской территории составлял 2,03 га).
В начале 2000-х годов было освоено производство 30-мм автоматических орудий ЗТМ-1 и ЗТМ-2, а также танковых пулемётов КТ-12,7 и КТ-7,62 (которые в основном устанавливали на предназначенные на экспорт образцы бронетехники)
В 2006 году производственные мощности завода были загружены на 73 %.
По состоянию на начало 2008 года, основной продукцией НТК «ЗТМ» являлись:
- 7,62-мм танковый пулемёт КТ-7,62 (аналог ПКТ)[1][9]
- 12,7-мм зенитный пулемёт КТ-12,7 (аналог НСВТ)[1][9]
- 30-мм автоматическая пушка ЗТМ-1 (аналог 2А72)[1]
- 30-мм автоматическая пушка ЗТМ-2 (аналог 2А42)[1]
- звено патронной ленты Л-30[1] (аналог ленты 9-Н-623)[9]
- металлическая патронная лента С-12,7[1] (аналог 6Л19)[9]
- составная металлическая патронная лента С-7,62[1] (аналог 6Л7)[9]
- цельная металлическая патронная лента С-7,62-1[1] (аналог ЛЕ-2Т-250)[9]
- металлические патронные коробки КП-12,7-50[1] (аналог 56-ЖЛ-542М)[9] и КП-12,7-50-1[1] для патронной ленты пулемёта НСВ "Утес"
- металлические патронные коробки КП-7,62-100[1] (аналог 56-ЖЛ-324)[9] и КП-7,62-250[1] (аналог 56-ЖЛ-420)[9] для патронной ленты пулемёта ПК
- машинка снаряжения 30-мм патронных лент МСС-30[1] (аналог 6Ю16)[9]
- машинка снаряжения 12,7-мм патронных лент МСС-12[1] (аналог 6429)[9]

В дальнейшем, заводом был освоен выпуск стального магазина МА-1 для 7,62-мм автомата Калашникова АКМ (аналог советского магазина 56-А-212).
После создания в декабре 2010 года государственного концерна «Укроборонпром», в 2011 году завод вошёл в состав концерна.
В декабре 2010 года при приёмке первой партии бронетранспортёров БТР-4 иракские специалисты обнаружили серьёзные недостатки в 30-мм пушках ЗТМ-1, которыми были оснащены машины — при стрельбе орудия допускали осечки и задержки. 26 марта 2012 года 30-мм автоматическая пушка ЗТМ-1 была официально принята на вооружение украинской армии, однако в мае 2012 года при проверке поставленных в Ирак бронетранспортёров БТР-4 из следующей партии иракские специалисты вновь выявили проблемы в установленных на бронетранспортёрах пушках ЗТМ-1.
В январе 2012 года губернатор Хмельницкой области Василий Ядуха сообщил в интервью, что завод точной механики несколько лет находился в депрессивном состоянии, так как практически отсутствовали государственные заказы из-за невысокого качества продукции, однако пообещал, что вскоре производственные мощности завода будут восстановлены.
В сентябре 2013 года специалисты Госфининспекции в Хмельницкой области во время государственного финансового аудита деятельности ГП НТК «Завод точной механики» обнаружили потери денежных средств на общую сумму 3,7 млн гривен.
Осенью 2013 года ГК «Укроборонпром» подписал меморандум о сотрудничестве с чешской компанией ALTA, с помощью компании было запланировано модернизировать ГП "Научно-технический комплекс «Завод точной механики» и ГП "Научно-производственный комплекс «Фотоприбор».
В 2014 году завод выпустил 19 500 ед. звеньев патронной ленты Л-30-1 и 65 автоматических 30-мм пушек ЗТМ-1 и ЗТМ-2.
4 сентября 2015 пресс-служба ГК "Укроборонпром" сообщила, что за последний прошедший месяц завод выпустил 35 орудий ЗТМ-1 и ЗТМ-2, 100 комплектов комплектующих к ним и 30 тыс. звеньев лент для автоматических пушек. Сообщается, что отныне завод полностью задействовал производственные мощности и вышел на рекордные объёмы производства (поскольку никогда раньше объёмы производства заводом артиллерийских орудий не превышали 14 ед. в месяц).
14 декабря 2015 пресс-служба ГК "Укроборонпром" сообщила, что в период с начала сентября до 11 декабря 2015 года завод работал с превышением плановых объёмов производства и выпустил 99 ед. 30-мм автоматических пушек, 250 тыс. звеньев патронной ленты Л-30 и 256 комплектов ЗИП.
К началу 2016 года заводом был освоен выпуск машинки снаряжения 7,62-мм патронных лент МСС-7.62 (аналог советской машинки Ракова 56-ЮЛ-482А обр. 1967 г.), электроспуска П01.15.00.000 для пулемёта ПКТ (аналог советского 6П7.С6.12), электроспуска П02.15.00.000 для пулемёта НСВТ (аналог советского 6Ч15.С6), звена 23-мм патронной ленты Л-23 для зенитной установки ЗУ-23.
За первое полугодие 2016 года завод выпустил 118 автоматических 30-мм пушек ЗТМ-1 и ЗТМ-2.
В 2018 году управление государственной аудиторской службы Украины в Хмельницкой области провело проверку деятельности завода, в результате которой было установлено, что в течение 2017 года завод отремонтировал 50 шт. ранее изготовленных орудий ЗТМ-2 (на что было израсходовано 470 тыс. гривен), однако 70 изготовленных в 2017-2018 годы пушек ЗТМ-2 были не завершены и в состоянии готовности 65% остались на складе предприятия.